# Xã Waverly, Quận Van Buren, Michigan
Xã Waverly (tiếng Anh: Waverly Township) là một xã thuộc quận Van Buren, tiểu bang Michigan, Hoa Kỳ. Năm 2010, dân số của xã này là 2.554 người.